# Sovče
Sovče (nemško Seltschach) je naselje v Občini Podklošter v Okraju Beljak-dežela na Koroškem v Avstriji.